# Осмотическая энергия
Осмоти́ческая эне́ргия — работа, которую надо произвести, чтобы повысить концентрацию молекул или ионов в растворе.
Осмотическая энергия 1 моля вещества равна:
{\displaystyle E=RT\ln {\frac {C_{2}}{C_{1}}}} , где:
{\displaystyle R} — универсальная газовая постоянная,
{\displaystyle T} — абсолютная температура,
{\displaystyle C_{1},C_{2}} — молярная концентрация,
и представляет собой работу повышения концентрации растворённого вещества от {\displaystyle C_{1}} до {\displaystyle C_{2}}.
Осмотическая энергия играет важную роль в биофизике: является составной частью электрохимического потенциала. Эта энергия обеспечивает работу при транспорте различных соединений через мембраны клеток живых организмов.